# جیمی تارسس
جیمی تارسس (انگلیسی: Jamie Tarses؛ ‏ ۱۶ مارس ۱۹۶۴ – ۱ فوریهٔ ۲۰۲۱) تهیه‌کننده تلویزیونی اهل ایالات متحده آمریکا بود. وی بین سال‌های ۱۹۸۵ تا ۲۰۲۱ میلادی فعالیت می‌کرد.
از فیلم‌ها یا مجموعه‌های تلویزیونی که وی در آن‌ها نقش داشته‌است، می‌توان به پخش زنده شنبه شب و پایان خوش اشاره نمود.